# Władcy wszechświata (film)
Władcy wszechświata (ang. Masters of the Universe) – amerykański film science fantasy z roku 1987, powstały na podstawie serialu animowanego He-Man i władcy wszechświata.

## Fabuła
Planeta Eternia walczy ze Szkieletorem, który pragnie ją podbić i posiąść moc Posępnego Czerepu. Podczas potyczki ze Szkieletorem, He-Man i jego przyjaciele za pomocą magicznego klucza otwierają portal do innego wymiaru i przenoszą się na Ziemię. Niestety, klucz ginie, a odnajduje go dwoje młodych ludzi. Szkieletor wysyła swoje oddziały, aby odzyskały klucz, podczas gdy sam postanawia ostatecznie podbić Eternię.

## Obsada
- Dolph Lundgren – He-Man
- Frank Langella – Szkieletor
- Meg Foster – Evil-Lyn
- Billy Barty – Gwildor
- Courteney Cox – Julie Winston
- Robert Duncan McNeill – Kevin Corrigan
- Jon Cypher – Duncan
- Chelsea Field – Teela